# 屁合战
屁合战（日语：／ He-Gassen）或放屁合战（日语：／ Houhi-Gassen）指的是日本绘卷中以放屁为题材的一种画作。
历史上最早的“屁合战”绘卷，是1110年至1125年由鸟羽僧正（一说为同时代的绘佛师定智）创作的“胜绘”。该绘卷前半部分描绘的是男性之间互相比自己的阳具；后半部分则是“放屁合战”的内容，强调放屁之臭，并且全然不以放屁为耻的幽默。此后出现过若干以“屁合战”为题材的画作。
早稻田大学图书馆所收藏的“屁合战”绘卷，是世界上最知名的一幅。该绘卷由一名或多名未知艺术家在江户时代末期创作。“合战”在日语里是“会战”的意思。根据该绘卷卷末的题字，这幅画是根据菱川師信（菱川師宣的门人）于延宝八年（1680年）绘制的古画，于弘化三年（1846年）增补制作的，卷末有「福山画師 六十九翁 相览」的字样。这幅绘卷描画了各种各样的场景，而整幅绘卷的各场景几乎都在重现一件奇怪而独特的事情，那就是至少有一名角色正对准别的角色，与之进行一场放屁的较量。这幅绘卷如此制作，其意图是强调日本在政治上和在社会上的改变。这幅绘卷已被早稻田大学图书馆数字化。

## 扩展阅读
- Henshall, Kenneth.  2nd. Palgrave Macmillan. 2004: 70. ISBN 1-4039-1272-6.